# Mari Eide
Mari Eide, née le 18 novembre 1989 à Beitostølen, est une fondeuse norvégienne.

## Biographie
Licenciée au Øystre Slidre IL, elle a fait ses débuts officiels en 2006 et en Coupe du monde en mars 2010 à Oslo. Elle inscrit ses premiers points pour le classement général en décembre 2010 à Düsseldorf (24e), puis accroche la dixième place au sprint de Liberec lors de sa prochaine sortie et a finalement obtenu sa première victoire lors d'un sprint par équipes en décembre 2011 Maiken Caspersen Falla à Düsseldorf, où elle est aussi demi-finaliste en individuel (sprint). En janvier 2012, elle atteint sa première finale en Coupe du monde au sprint libre de Milan, où elle termine sixième. Sixième est aussi sa place aux Championnats du monde des moins de 23 ans en 2011 à Otepää. Son prochain top dix en Coupe du monde date de fin 2014 à Lillehammer, puis en obtient deux à chaque fois en 2015-2016 et 2016-2017.
Mari Eide est sélectionnée pour les Jeux olympiques d'hiver de 2018 à Pyeongchang, mais n'est au départ d'aucune course.
En janvier 2019, elle renoue avec le podium en Coupe du monde sur le sprint par équipes de Dresde. Le mois suivant, elle atteint pour la deuxième fois seulement le stade de la finale en Coupe du monde, pour une cinquième place finale au sprint libre de Lahti.
Le 21 février 2019, pour sa première sélection en mondial, alors que sa sœur Ida a perdu la vie à l'autumne, elle remporte la médaille de bronze à Seefeld, derrière Maiken Caspersen Falla et Stina Nilsson.
La fondeuse, qui vit avec Anders Gløersen, met un terme à sa carrière sportive en 2021.

## Palmarès

### Championnats du monde
| Épreuve / Édition     | Sprint                    | Sprint                           | 10 km                            | 10 km     | Skiathlon 2 × 7,5 km | 30 km | Relais | Relais   |
| Épreuve / Édition     | libre                     | classique                        | libre                            | classique | Skiathlon 2 × 7,5 km | 30 km | Sprint | 4 × 5 km |
| Mondiaux 2019 Seefeld | Médaille de bronze, monde | Épreuve inexistante à cette date | Épreuve inexistante à cette date | —         | —                    | —     | —      | —        |

Légende :
- : médaille de bronze
- : pas d'épreuve
- — : non disputée par Eide.

### Coupe du monde
- Meilleur classement général : 44e en 2018.
- 2 podiums en sprint par équipes : 1 victoire et 1 troisième place.
- Meilleur résultat individuel : 5e.

#### Classements par saison
| Saison / Épreuve | Saison / Épreuve | Général | Général | Distance | Distance | Sprint | Sprint |
| Saison / Épreuve | Saison / Épreuve | Class.  | Points  | Class.   | Points   | Class. | Points |
| ---------------- | ---------------- | ------- | ------- | -------- | -------- | ------ | ------ |
| 2011             | 2011             | 70e     | 35      |          |          | 46e    | 35     |
| 2012             | 2012             | 56e     | 77      |          |          | 30e    | 77     |
| 2013             | 2013             | 114e    | 4       |          |          | 73e    | 4      |
| 2014             | 2014             | 101e    | 12      |          |          | 65e    | 12     |
| 2015             | 2015             | 92e     | 26      |          |          | 49e    | 26     |
| 2016             | 2016             | 45e     | 97      | 60e      | 13       | 26e    | 84     |
| 2017             | 2017             | 48e     | 121     |          |          | 19e    | 121    |
| 2018             | 2018             | 44e     | 137     | 51e      | 40       | 31e    | 67     |
| 2019             | 2019             | 50e     | 131     | 63e      | 21       | 32e    | 102    |
| 2020             | 2020             | 64e     | 48      | -        | -        | 38e    | 48     |

### Marathon
Elle remporte le Marathon de l'Engadine en 2017.

### Coupe de Scandinavie
- 4e du classement général en 2016.
- 6 podiums, dont 1 victoire.

### Championnats du monde de rollerski
- Médaille d'or du relais en 2011 à Kristiansund.